# Maigret à Pigalle
Maigret à Pigalle, též Le Commissaire Maigret à Pigalle je francouzsko-italský hraný film z roku 1966, který režíroval Mario Landi podle románu Maigret au « Picratt's » Georgese Simenona. Snímek měl světovou premiéru 30. prosince 1966.

## Děj
Striptérka Arlette během noci informuje inspektora Lognona, že slyšela zákazníky, kteří plánují zavraždit nějakou hraběnku. Je opilá, usne na policejní stanici a ráno odejde. Lognon roztrhá její výpověď. Když se Arlette vrátí domů, je uškrcena ve sprše. Krátce poté, co je hraběnka ve svém bytě zavražděna. Ukáže se, že vrazi chtěli ukrást hraběnčiny diamanty, které nenašli. Maigret zruší svůj odjezd na dovolenou a začne pátrat ve čtvrti Pigalle. Maigret nejprve vyšetřuje v kabaretu „Le Picrate“, kde Arlette pracovala, a který provozují Fred Alfonsi, bývalý pasák, a Rose, jeho manželka, bývalá prostitutka. Nikdo nic neviděl ani neslyšel, ale každý má co skrývat.

## Obsazení
| Gino Cervi            | komisař Maigret                         |
| Raymond Pellegrin     | Fred Alfonsi, majitel podniku Picrate   |
| Lila Kedrova          | Rose Alfonsi, jeho žena                 |
| Alfred Adam           | inspektor Lognon                        |
| Daniel Ollier         | Albert Mancini                          |
| Christian Barbier     | inspektor Torrence                      |
| José Greci            | Arlette, striptérka                     |
| Enzo Cerusico         | Philippe Mortimar                       |
| Mario Feliciani       | ředitel soudní policie                  |
| Armando Bandini       | La Sauterelle, vrátný v podniku Picrate |
| Riccardo Garrone      | inspektor Lapointe                      |
| Claudio Biava         | inspektor Janvier                       |
| Antonella Della Porta | Micheline Menuisier, sekretářka         |
| Diego Michelotti      | inspektor Simon                         |
| Gabriella Giorgelli   | Tatiana, striptérka v podniku Picrate   |
| Marisa Traversi       | Betty, striptérka v podniku Picrate     |
| Nera Donati           | domovnice u hraběnky                    |
| Tino Bianchi          | doktor Blain                            |
| Giulio Maculani       | Oscar Bonvoisin                         |
| Renato Lupi           | číšník v podniku Picrate                |
| Elena Demerik         | domovnice u Arletty                     |